# Ucraineni
Ucrainenii (українці, ukrainți, etnonimele istorice ruteni, rusinii, cazaci) sunt un popor european de ramura slavă, care în majoritatea lui trăiește în Ucraina, ei fiind a 6-a cea mai mare națiune din Europa. Ucraineni mai pot fi întâlniți și în Polonia (sud-estul țării), Belarus (extremul sud al țării), Republica Moldova (în nord, inclusiv în Transnistria), România (vezi și articolul Ucrainenii din România), Rusia (întreg sudul Rusiei, precum și în Siberia), Kazahstan (în nord), Canada (Manitoba), Statele Unite ale Americii, Argentina, Brazilia, Australia etc.
În Ucraina trăiesc aproape 40 de milioane de ucraineni.

## Distribuție geografică

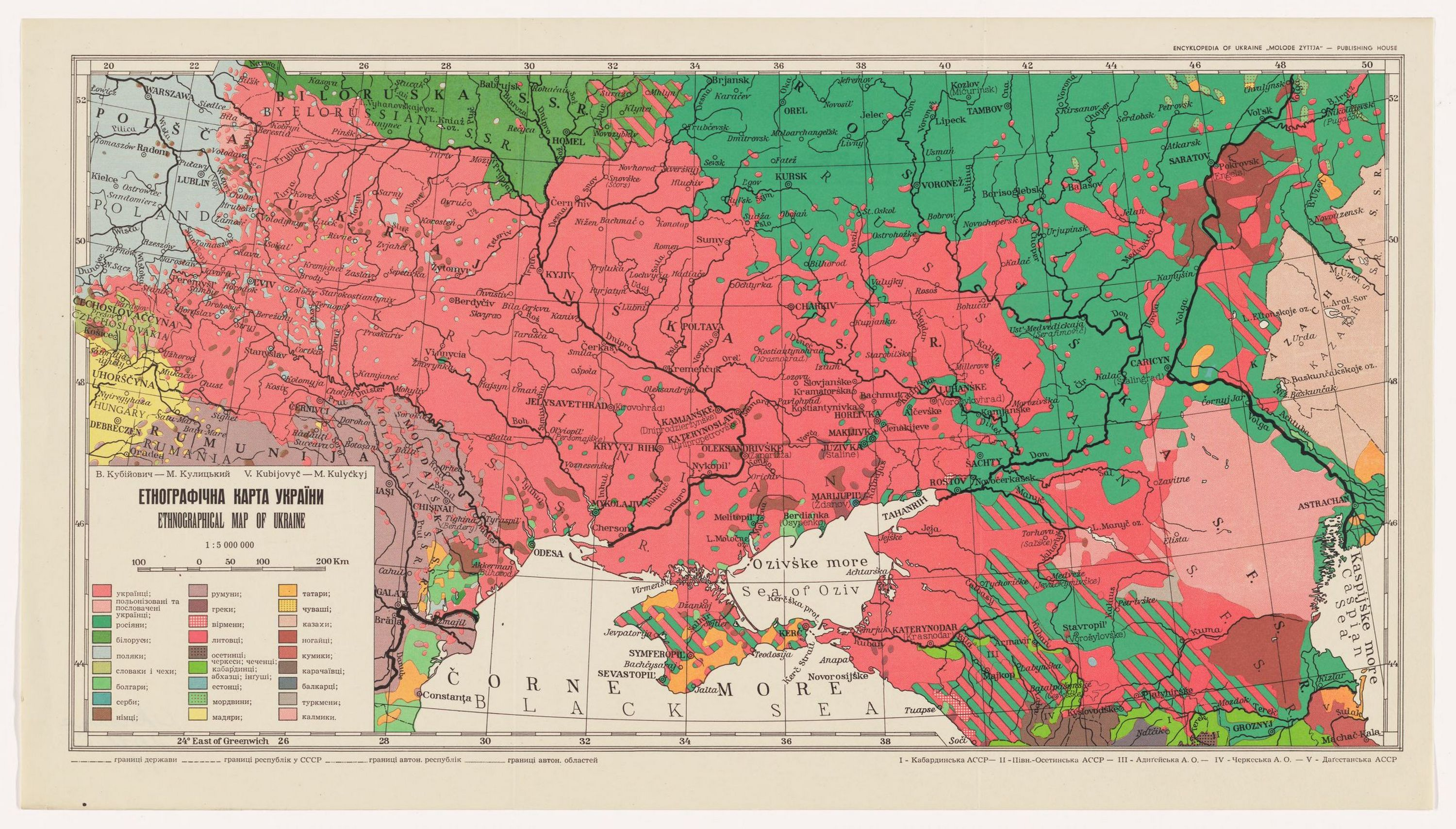
„Harta etnografică a Ucrainei” postată după cel de-Al Doilea Război Mondial. Teritoriile locuite de etnici ucraineni sunt colorate în roz.

Majoritatea ucrainenilor locuiesc în Ucraina, unde ei reprezintă 3/4 din totalul populației. Cei mai mulți ucraineni din afara țării se află pe teritoriul Rusiei, unde aproape 1,9 milioane de cetățeni ruși se consideră etnici ucraineni, în timp ce milioane de alți ruși (în principal în Districtul Federal Sudic și Siberia) sunt descendenți ai ucrainenilor. Locuitorii din Kuban, de exemplu, au oscilat între 3 identități, ucraineni, ruși (identitate susținută de regimul sovietic), și „cazaci”. Aproximativ 800.000 de persoane de origine ucraineană trăiesc în Orientul Îndepărtat Rus, în regiunea cunoscută sub denumirea de „Ucraina Verde”.
Potrivit unor ipoteze, se estimează că aproximativ 2,1 de milioane de oameni cu origini ucrainene trăiesc în America de Nord (1,2 milioane în Canada și 900.000 în Statele Unite). Un număr mare de ucraineni poate fi întâlnit în Brazilia (500.000), Moldova (375.000), Kazahstan (313.698), Polonia (se estimează un număr între 300.000 și 400.000), Argentina (300.000), Belarus (se estimează un număr între 250.000 și 300.000), Portugalia (100.000), România (aprox. 60.000-90.000) și Slovacia (55.000). De asemenea, diaspora ucraineană există în Regatul Unit, Australia, Germania, Letonia, Elveția, Austria, Italia, Irlanda, Suedia și state din fosta Iugoslavie.
În ultimele decenii ale sec. al XIX-lea, mulți ucraineni au fost forțați de Imperiul Țarist să se mute în regiunile asiatice ale Rusiei, în timp ce mulți alții aflați sub dominația Austro-Ungariei au emigrat în Lumea Nouă, fiind în căutare de locuri de muncă și oportunități economice mai bune. Astăzi, o mare minoritate etnică ucraineană își găsește reședința în Rusia, Canada, Statele Unite, Brazilia, Kazahstan, Italia și Argentina. Potrivit unor surse, aproximativ 20 de milioane de oameni din afara Ucrainei se identifică având etnicitate ucraineană, cu toate acestea, datele oficiale ale țărilor respective calculate împreună nu arată mai mult de 10 milioane.

## Limbă

Răspândirea limbii ucrainene la începutul secolului al XX-lea

Procentajul populației pe raioane care au declarat ucraineana ca limbă maternă (2001)

Limba ucraineană (украї́нська мо́ва) aparține subgrupului limbilor slave de est a limbilor slave. Ea este singura limbă oficială a Ucrainei. În limba ucraineană scrisă se folosește alfabetul ucrainean, care are la bază alfabetul chirilic. Limba ucraineană are multe cuvinte comune cu alte limbi vorbite de slavi, cele mai notabile fiind bielorusa, poloneza, rusa și slovaca.
Limba ucraineană își are originea din limba slavă veche vorbită în Rusia Kieveană. Ea mai este cunoscută ca limba ruteană. Ucraineana, împreună cu alte limbi slavone de est, descinde direct din limbajul colocvial folosit în Rusia Kieveană (secolul X-XIII).
Conform recensământului din 2001 din Ucraina, 85,2% dintre etnicii ucraineni care locuiesc în Ucraina au declarat ucraineana ca limbă maternă, în timp ce 14,8% au declarat că limba lor maternă este rusa. La acest recensământ nu au participat ucrainenii ce trăiesc în alte țări.